# Marie-Ange Luciani

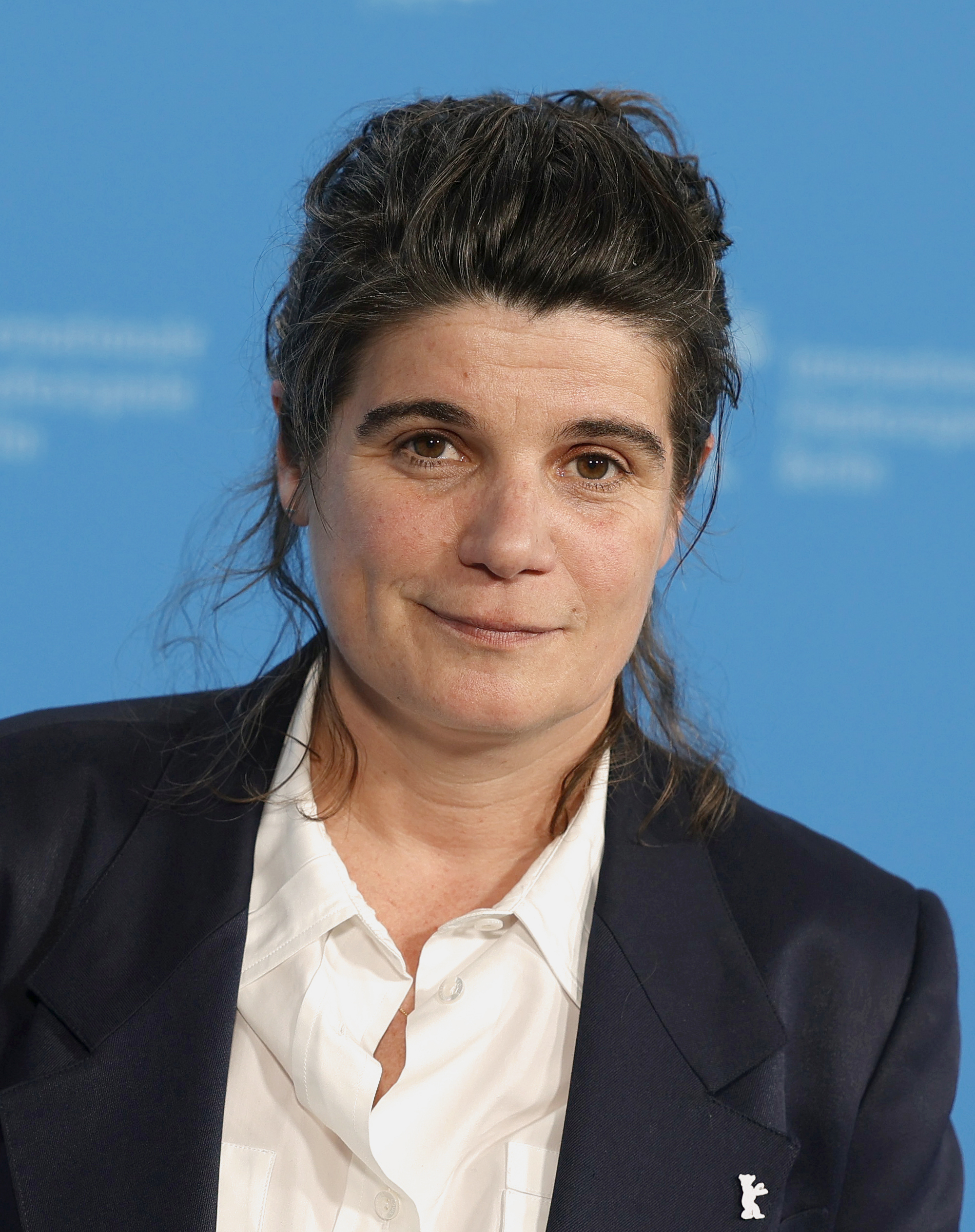
Marie-Ange Luciani (2024)

Marie-Ange Luciani (* 1979 auf Korsika) ist eine französische Filmproduzentin.

## Leben
Marie-Ange Luciani zog im Alter von 17 Jahren von Korsika aufs französische Festland, wo sie in Aix-en-Provence und später in Paris Literatur studierte. Seit 2007 arbeitet sie bei der Filmproduktionsfirma Les Films de Pierre mit.
Für Eastern Boys – Endstation Paris (2013) wurde sie für einen César für den besten Film nominiert und für 120 BPM (2017) schließlich ausgezeichnet. Für denselben Film wurde sie für den Europäischen Filmpreis nominiert.
2018 übernahm sie die Leitung von Les Films de Pierre.
Im Jahr 2024, nach dem großen Erfolg von Anatomie eines Falls, folgte die Aufnahme in die Europäische Filmakademie, die alljährlich die Europäischen Filmpreise verleiht.

## Filmografie (Auswahl)
- 2011: J’aime regarder les filles
- 2013: Eastern Boys – Endstation Paris (Eastern Boys)
- 2013: Piazza Mora
- 2017: 120 BPM (120 Battements par minute)
- 2021: Arthur Rambo
- 2021: Retour à Reims
- 2022: Die Linie (La Ligne)
- 2023: L’île rouge
- 2023: Anatomie eines Falls (Anatomie d’une chute)
- 2024: Tandem – In welcher Sprache träumst Du? (Langue Étrangère)
- 2025: Enzo